# Nalliers, Vienne
Nalliers là một xã, tọa lạc ở tỉnh Vienne trong vùng Nouvelle-Aquitaine, Pháp. Xã này có diện tích 16,03 kilômét vuông, dân số năm 2006 là 316người. Xã nằm ở khu vực có độ cao trung bình 125 m trên mực nước biển.

## Hành chính
| Danh sách các xã trưởng |                  |                |      |         |
| Giai đoạn               | Giai đoạn        | Tên            | Đảng | Tư cách |
| 1995                    | tháng 3 năm 2008 | René Rebic     |      |         |
| mars 2008               |                  | William Boiron |      |         |

## Biến động dân số
| Năm | 1962 | 1968 | 1975 | 1982 | 1990 | 1999 | 2006 |
| --- | ---- | ---- | ---- | ---- | ---- | ---- | ---- |
| Dân số | 449  | 486  | 385  | 361  | 359  | 327  | 316  |
| From the year 1962 on: No double counting—residents of multiple communes (e.g. students and military personnel) are counted only once. |      |      |      |      |      |      |      |